# Szaxofonkvartett
A szaxofonkvartett egy négy szaxofonból álló zenei együttes, jellemzően szoprán-, alt-, tenor- és baritonszaxofonból tevődik össze. A szaxofoncsalád különböző tagjait alkalmazza a nagyobb hangterjedelem elérésére és a hangszín változatossá tételére. Más hangszer-elrendezések is léteznek, de ezek ritkábbak. Egy ilyen együttes számára komponált zenemű önmagában is nevezhető szaxofonkvartettnek.

## Történet
A szaxofont 1840-ben Adolphe Sax belga hangszerkészítő, fuvolaművész és klarinétművész fejlesztette ki, aki főleg Brüsszelben tevékenykedett ez időben. Sax jelentős erőfeszítéseket tett a hangszer népszerűsítésére, de akkoriban hangszerkészítő társai ellenállásába ütközött. Annak ellenére, hogy eredetileg zenekari hangszernek számított, a hangszer a katonazene útján kapott először jelentős lendületet. Jean-Baptiste Singelee zeneszerző már a 19. században írt műveket négy szaxofonra. Ezek közé tartozott az Allegro de concert (AATB), a Quatuor en 4 Parties (SATB) és a Grand Quatuor Concertant en 3 Parties (SATB). 1878-ban a Gilmour Band fellépett egy szaxofonkvartettel, amelynek tagja volt Edouard Lefèbre is, a zenekar szólistája. Lefèbre 1905-ben megalakította saját szaxofonkvartettjét, melynek repertoárjában főként átiratok szerepeltek.
A formáció elismerésének fő ösztönzője Marcel Mule volt, aki Adolphe Sax után a második szaxofonprofesszor volt a Párizsi Konzervatóriumban. 1928-ban megalapította a Le Quatuor de la Musique de la Garde Républicaine-t, későbbi nevén a Le Quatuor de saxophones de Paris-t, majd a Marcel Mule Quartettet. Alapító tagok voltak:
- Marcel Mule - szopránszaxofon
- René Chaligné - altszaxofon
- Hippolyte Poimboeuf - tenorszaxofon
- Georges Chauvet - baritonszaxofon

A későbbi tagok a következők voltak:
- Paul Romby
- Fernande L'homme
- Georges Charron
- Marcel Josse
- André Bauchy
- Georges Gourdet
- Guy Lacour

Számos szaxofonkvartettre írt mű, amely ma már a alaprepertoár részét képezi, ennek az együttesnek íródott. Mule maga is készített átiratokat ennek a csoportnak.
Daniel Deffayet Marcel Mule tanítványa volt, később a párizsi konzervatórium szaxofonprofesszoraként dolgozott. 1953-ban megalapította a Quatuor de Saxophones Daniel Deffayet-t Jacques Maffei-vel, Jacques Terry-vel és Jean Ledieu-val. Sigurd Rascher, lánya Carina Rascher, Bruce Weinberger és Linda Bangs 1969-ben megalakították a Rascher Saxophone Quartetet, amely a mai napig működik. Jean-Yves Fourmeau 1979-ben megalakította saját kvartettjét. Ezek az együttesek a zeneszerzőkkel közös munkájuk során jelentősen hozzájárultak a repertoár bővítéséhez. A kvartetteket író jelentős zeneszerzők közé tartozik Phil Woods, Alexander Glazunov, Eugene Bozza, Philip Glass és sokan mások. Az 1970-es évektől elkezdtek megjelenni a jazzkvartettek is, kiszélesítve az együttes kereteit és a repertoár nyelvezetét.

## Fordítás
Ez a szócikk részben vagy egészben  a   Saxophone quartet című angol Wikipédia-szócikk ezen változatának fordításán alapul.  Az eredeti cikk szerkesztőit annak laptörténete sorolja fel. Ez a jelzés csupán a megfogalmazás eredetét és a szerzői jogokat jelzi, nem szolgál a cikkben szereplő információk forrásmegjelöléseként.